# Jalal Mirzaev
Jalal Mirzaev (in azero Cəlal Mirzəyev) (Azerbaigian, 1977) è un diplomatico azero.
È un diplomatico azerbaigiano e dal 2019 è ambasciatore dell'Azerbaigian in Indonesia.
Jalal Sabir oglu Mirzayev, Ambasciatore della Repubblica dell'Azerbaigian presso la Repubblica di Singapore, è un diplomatico di carriera con oltre 20 anni di esperienza nella diplomazia bilaterale e multilaterale.
Mirzayev è entrato a far parte del Ministero degli Affari Esteri dell'Azerbaigian nel 1999. Ha prestato servizio presso la Missione Permanente dell'Azerbaigian presso le Nazioni Unite a New York dal 2001 al 2003, e presso la Missione dell'Azerbaigian presso l'Organizzazione del Trattato del Nord Atlantico (NATO) a Bruxelles dal 2003 al 2003.  2005. È entrato a far parte del Primo Dipartimento Territoriale (occidentale) del Ministero degli Affari Esteri dell'Azerbaigian nel 2005, prima di essere nominato Primo Segretario presso l'Ambasciata dell'Azerbaigian in Malesia nel 2007. È tornato al Primo Dipartimento Territoriale (occidentale) del Ministero dell'Azerbaigian  degli Affari Esteri nel 2009 come Capo Divisione.  Mirzayev è stato anche Vice Rappresentante Permanente presso il Consiglio d'Europa a Strasburgo dal 2011 al 2015, e successivamente ha assunto la carica di Vice Capo del Dipartimento per le Americhe del Ministero degli Affari Esteri dell'Azerbaigian nell'ottobre 2015. Ha servito come Incaricato d'affari  nei Paesi Bassi da settembre 2017 fino alla sua nomina ad ambasciatore in Indonesia nel settembre 2019. È anche ambasciatore presso l'ASEAN dal 2020.
Mirzayev ha conseguito un Master of Arts in Relazioni Internazionali presso la Università statale di Baku.  È sposato con tre figli e parla inglese, francese e russo.